# Nazionale maschile di calcio del Kosovo
La nazionale di calcio del Kosovo (in albanese Përfaqësuesja kosovare e futbollit ed in serbo Fudbalski savez Kosova) è la rappresentativa nazionale di calcio maschile del Kosovo e opera sotto la giurisdizione della relativa federazione, che da maggio 2016 è affiliata UEFA e FIFA.
Benché il suo debutto come selezione de facto risalga al 5 marzo 2014 contro Haiti, la sua prima partita in qualità di nazionale riconosciuta internazionalmente è del 3 giugno 2016, un'amichevole contro le Fær Øer a Francoforte sul Meno (Germania) vinta per 2-0; il primo incontro per una competizione ufficiale è invece del 5 settembre successivo a Turku, in casa della Finlandia, un pareggio 1-1 valido per la qualificazione al campionato del mondo 2018.
Occupa attualmente il 95º posto della classifica mondiale della FIFA., che corrisponde al miglior piazzamento della storia della selezione kosovara, entrando per prima volta in Top 100 il 28 novembre 2024.

## Storia
(Julian Borger)
La selezione di calcio del Kosovo nacque per opera della neoistituita federazione sulla scorta dell'unilaterale proclamazione d'indipendenza del Kosovo dalla Serbia, avvenuta il 17 febbraio 2008; per gli 8 anni successivi a tale pronunciamento la FIFA non ufficializzò la posizione della federazione, riservando il riconoscimento solo a quelle dei Paesi membri ONU, la cui affiliazione al Kosovo era (ed è tuttora) impedita dal veto della Russia, alleata della Serbia; Albert Bunjaku, ex calciatore jugoslavo, è stato dal 2009 al 2017 il primo C.T. della selezione.
Il 14 gennaio 2014 la FIFA tolse il divieto ad altre selezioni di disputare incontri con il Kosovo, a eccezione delle altre Nazionali ex-jugoslave. Alla squadra del Kosovo fu tuttavia fatto divieto di esporre qualsivoglia simbolo identificativo nazionale (bandiere e/o inni); il 5 marzo 2014 disputò il primo incontro in regime di permissivismo contro Haiti pareggiando 0-0.
Con una decisione giudicata controversa per il precedente che costituisce in ottica politica e diplomatica, e contro il volere della Federcalcio e del governo serbi, il 3 maggio 2016 il congresso annuale dell'UEFA votò (28 delegati favorevoli e 24 contrari) l'ammissione del Kosovo; il 13 maggio successivo giunse anche il riconoscimento da parte della FIFA.
La prima rassegna internazionale cui partecipò il Kosovo furono le qualificazioni al campionato del mondo 2018, in occasione delle quali fu inserito nel girone con Croazia, Finlandia, Islanda, Turchia e Ucraina. Il 5 settembre 2016 l'esordio in gare ufficiali, a Turku contro la Finlandia, si concluse con un pareggio per 1-1, con gol kosovaro di Valon Berisha.
Inserito nel gruppo 3 della Lega D della UEFA Nations League 2018-2019 con Azerbaigian, Fær Øer e Malta, il Kosovo esordì nel torneo il 7 settembre 2018 con un pareggio sul campo degli azeri, mentre il 10 settembre giunse la prima vittoria in match ufficiali, per 2-0 contro le Fær Øer. La squadra balcanica chiuse il girone al primo posto della classifica da imbattuta (con 14 punti, frutto di 4 vittorie e 2 pareggi in 6 partite) garantendosi l'accesso ai play-off per qualificarsi al campionato d'Europa 2020. Nelle qualificazioni all'europeo la squadra ottiene ottimi risultati (come il successo per 2-1 contro la Repubblica Ceca), ma termina al terzo posto nel girone, dovendosi così accontentare di disputare i play-off per qualificarsi all'europeo, dove come avversario trova la Macedonia del Nord, che eliminerà il Kosovo. Nel dicembre 2019 la squadra raggiunge il 115º posto del ranking FIFA, risultando, dopo l'Italia, la nazionale europea che ha compiuto i maggiori progressi nella graduatoria in un anno solare.
Nella UEFA Nations League 2020-2021 la nazionale kosovara viene inserita nella Lega C, dove ottiene 5 punti grazie a una vittoria contro la Moldavia e due pareggi, contro Moldavia e Grecia. Nella classifica finale risulta dodicesima nella Lega C e riesce così a scampare gli spareggi per evitare la retrocessione. Viene inserita nel gruppo B per le qualificazioni al campionato mondiale 2022 insieme a Spagna, Svezia, Grecia e Georgia. Conclude il girone all'ultimo posto con 5 punti, avendo ottenuto una sola vittoria, per 0-1 in casa della Georgia.
Nella UEFA Nations League 2022-2023 ottiene tre vittorie e subisce tre sconfitte nel gruppo 2 della Lega C, classificandosi seconda nel girone alle spalle della Grecia, e al settimo posto generale in Lega C, miglior risultato nella storia della nazionale.
Nella UEFA Nations League 2024-2025 il Kosovo ottiene dapprima il secondo posto, alle spalle della Romania, nel girone di Lega B, con quattro vittorie e due sconfitte, poi agli spareggi prevale sull'Islanda, battendola per 2-1 in casa e per 1-3 in trasferta, e viene promosso in Lega B per la prima volta.

## Colori e simboli
La divisa del Kosovo aveva molta somiglianza con la maglietta della nazionale albanese, ma con un disegno differente. Con l'indipendenza proclamata nel 2008 e l'ufficializzazione della nuova bandiera, la divisa fu cambiata su invito della UEFA, con l'adozione del colore azzurro (con bordi gialli) per la maglia e per i calzettoni, bianco per i pantaloncini, i colori nazionali. In trasferta i colori sono invertiti: maglietta gialla, pantaloncini blu, calzettoni come la maglia.

### Divise
| 2016-2018 | 2016-2018 | 2016-2018 | 2016-2018 |
| --- | --- | --- | --------- |
| Casa | Trasferta | Terza Divisa |           |
| Manica sinistra · Manica sinistra · Maglietta · Maglietta · Manica destra · Manica destra · Pantaloncini · Pantaloncini · Calzettoni | Manica sinistra · Manica sinistra · Maglietta · Maglietta · Manica destra · Manica destra · Pantaloncini · Pantaloncini · Calzettoni | Manica sinistra · Manica sinistra · Maglietta · Maglietta · Manica destra · Manica destra · Pantaloncini · Calzettoni |           |
| Kelme | | |           |

#### Inno
Spesse volte fra i tifosi del Kosovo viene intonato l'inno dell'Albania, Himni i Flamurit (l'Inno alla Bandiera), reputato fra questi più consono che quello moderno del Kosovo.

## Tifoseria e rivalità

### Gemellaggi
La nazionale di calcio del Kosovo è gemellata direttamente con quella d'Albania. Nel 2014 la prima rosa della nazionale del Kosovo si è formata da giocatori provenienti della nazionale d'Albania.

## Statistiche dettagliate sui tornei internazionali

### Campionato mondiale
| Anno | Luogo  | Piazzamento     | V | N | P | Reti |
| ---- | ------ | --------------- | - | - | - | ---- |
| 2018 | Russia | Non qualificato | - | - | - | -    |
| 2022 | Qatar  | Non qualificato | - | - | - | -    |

### Europei
| Anno | Luogo    | Piazzamento     | V | N | P | Gol |
| ---- | -------- | --------------- | - | - | - | --- |
| 2020 | Europa   | Non qualificato | - | - | - | -   |
| 2024 | Germania | Non qualificato | - | - | - | -   |

### UEFA Nations League
| Anno      | Luogo (fase finale) | Piazzamento   | V | N | P | Gol  |
| --------- | ------------------- | ------------- | - | - | - | ---- |
| 2018-2019 | Portogallo          | 3° in Lega D  | 4 | 2 | 0 | 15:2 |
| 2020-2021 | Italia              | 12° in Lega C | 1 | 2 | 3 | 4:6  |
| 2022-2023 | Paesi Bassi         | 7° in Lega C  | 3 | 0 | 3 | 11:8 |
| 2024-2025 | Germania            | 6° in Lega C  | 6 | 0 | 2 | 15:9 |

## Rosa attuale
Lista dei giocatori convocati per le gare amichevoli del 6 e 9 giugno 2025.
Presenze e reti aggiornate al 9 giugno 2025, al termine della gara contro le Comore.
|  | P | Arijanet Muric      | 7 novembre 1998   | 43 | -58 | Ipswich Town   |  |  |
|  | P | Visar Bekaj         | 24 maggio 1997    | 9  | -13 | Hatayspor      |  |  |
|  | P | Amir Saipi          | 20 maggio 1990    | 3  | -4  | Lugano         |  |  |
|  |   |                     |                   |    |     |                |  |  |
|  | D | Mërgim Vojvoda      | 1º febbraio 1995  | 65 | 3   | Como           |  |  |
|  | D | Amir Rrahmani       | 24 febbraio 1994  | 64 | 7   | Napoli         |  |  |
|  | D | Florent Hadergjonaj | 31 luglio 1994    | 38 | 1   | Alanyaspor     |  |  |
|  | D | Leart Paqarada      | 10 agosto 1994    | 34 | 1   | Colonia        |  |  |
|  | D | Lumbardh Dellova    | 1º gennaio 1999   | 17 | 3   | CSKA Sofia     |  |  |
|  | D | Dion Gallapeni      | 22 dicembre 2004  | 3  | 0   | Prishtina      |  |  |
|  | D | Ron Raçi            | 18 settembre 2002 | 1  | 0   | Prishtina      |  |  |
|  |   |                     |                   |    |     |                |  |  |
|  | C | Florent Muslija     | 6 luglio 1998     | 32 | 1   | Friburgo       |  |  |
|  | C | Donat Rrudhani      | 2 maggio 1999     | 19 | 2   | Lucerna        |  |  |
|  | C | Lindon Emërllahu    | 7 dicembre 2002   | 10 | 1   | CFR Cluj       |  |  |
|  | C | Muharrem Jashari    | 21 febbraio 1998  | 9  | 1   | LNZ Čerkasy    |  |  |
|  | C | Elvis Rexhbeçaj     | 1º novembre 1997  | 9  | 1   | Augusta        |  |  |
|  | C | Meriton Korenica    | 15 dicembre 1996  | 6  | 0   | CFR Cluj       |  |  |
|  | C | Vesel Demaku        | 5 febbraio 2000   | 3  | 0   | Altach         |  |  |
|  | C | Florian Haxha       | 6 aprile 2002     | 2  | 0   | Kapfenberger   |  |  |
|  | C | Ismet Lushaku       | 22 settembre 2000 | 2  | 0   | IFK Norrköping |  |  |
|  | C | Bledian Krasniqi    | 17 giugno 2001    | 1  | 0   | Zurigo         |  |  |
|  |   |                     |                   |    |     |                |  |  |
|  | A | Albion Rrahmani     | 31 agosto 2000    | 15 | 6   | Sparta Praga   |  |  |
|  | A | Ermal Krasniqi      | 7 settembre 1998  | 11 | 2   | Sparta Praga   |  |  |
|  | A | Fisnik Asllani      | 8 agosto 2002     | 7  | 1   | Elversberg     |  |  |
|  | A | Baton Zabërgja      | 18 aprile 2001    | 1  | 0   | Dinamo Tirana  |  |  |

## Statistiche individuali
Record aggiornati al 10 giugno 2025.
- In grassetto i giocatori in attività.

### Classifica presenze
| Pos. | Giocatore           | Pres. | Reti | Periodo |
| ---- | ------------------- | ----- | ---- | ------- |
| 2    | Mërgim Vojvoda      | 65    | 3    | 2017-   |
| 1    | Amir Rrahmani       | 64    | 7    | 2014-   |
| 3    | Milot Rashica       | 61    | 12   | 2016-   |
| 4    | Fidan Aliti         | 60    | 1    | 2017-   |
| 4    | Vedat Muriqi        | 60    | 31   | 2016-   |
| 6    | Valon Berisha       | 49    | 4    | 2016-   |
| 7    | Arijanet Muric      | 43    | 0    | 2018-   |
| 8    | Edon Zhegrova       | 42    | 5    | 2018-   |
| 9    | Florent Hadergjonaj | 38    | 1    | 2019-   |
| 10   | Bersant Celina      | 36    | 1    | 2014-   |

### Classifica reti
| Pos. | Giocatore        | Reti | Pres. | Periodo   |
| ---- | ---------------- | ---- | ----- | --------- |
| 1    | Vedat Muriqi     | 31   | 60    | 2016-     |
| 2    | Milot Rashica    | 12   | 60    | 2016-     |
| 3    | Arbër Zeneli     | 9    | 33    | 2016-2023 |
| 4    | Amir Rrahmani    | 7    | 64    | 2014-     |
| 5    | Albion Rrahmani  | 6    | 15    | 2023-     |
| 6    | Edon Zhegrova    | 5    | 42    | 2018-     |
| 7    | Elbasan Rashani  | 4    | 28    | 2015-     |
| 7    | Valon Berisha    | 4    | 49    | 2016-     |
| 7    | Benjamin Kololli | 4    | 24    | 2016-2022 |

## Staff tecnico
- Commissario Tecnico:  Alain Giresse
- Vice-Allenatore:  Tord Grip
- Team Manager: Muharrem Sahiti
- Preparatore dei portieri: ?
- Preparatore atletico: ?
- Medico sociale: ?

## Confronti con le altre nazionali

### Saldo generale
Aggiornato al 9 giugno 2025.
| Nazionale          | G. | V. | Pa. | Pe. | RF  | RS  | DR  | Ultima vittoria   | Ultimo pareggio  | Ultima sconfitta  |
| ------------------ | -- | -- | --- | --- | --- | --- | --- | ----------------- | ---------------- | ----------------- |
| Albania            | 2  | 1  | 0   | 1   | 4   | 2   | +2  | 29 maggio 2018    |                  | 11 novembre 2020  |
| Andorra            | 2  | 1  | 1   | 0   | 4   | 1   | +3  | 12 ottobre 2023   | 28 marzo 2023    |                   |
| Armenia            | 3  | 2  | 1   | 0   | 8   | 4   | +4  | 6 giugno 2025     | 16 novembre 2022 |                   |
| Azerbaigian        | 2  | 1  | 1   | 0   | 4   | 0   | 0   | 20 novembre 2018  | 7 settembre 2018 |                   |
| Bielorussia        | 2  | 0  | 0   | 2   | 1   | 3   | -2  |                   |                  | 21 novembre 2023  |
| Bulgaria           | 2  | 1  | 1   | 0   | 4   | 3   | 0   | 10 giugno 2019    | 25 marzo 2019    |                   |
| Burkina Faso       | 2  | 2  | 0   | 0   | 7   | 0   | +7  | 24 marzo 2022     |                  |                   |
| Cipro              | 4  | 4  | 0   | 0   | 14  | 1   | +13 | 15 ottobre 2024   |                  |                   |
| Comore             | 1  | 1  | 0   | 0   | 4   | 2   | +2  | 9 giugno 2025     |                  |                   |
| Croazia            | 2  | 0  | 0   | 2   | 0   | 7   | -7  |                   |                  | 2 settembre 2017  |
| Danimarca          | 1  | 0  | 1   | 0   | 2   | 2   | 0   |                   | 21 marzo 2019    |                   |
| Fær Øer            | 4  | 2  | 2   | 0   | 6   | 2   | +4  | 10 settembre 2018 | 19 novembre 2022 |                   |
| Finlandia          | 2  | 0  | 1   | 1   | 1   | 2   | -1  |                   | 5 settembre 2016 | 5 settembre 2017  |
| Gambia             | 1  | 1  | 0   | 0   | 1   | 0   | +1  | 11 giugno 2021    |                  |                   |
| Georgia            | 2  | 1  | 0   | 1   | 2   | 2   | 0   | 2 settembre 2021  |                  | 12 ottobre 2021   |
| Gibilterra         | 1  | 1  | 0   | 0   | 1   | 0   | +1  | 10 ottobre 2019   |                  |                   |
| Giordania          | 1  | 0  | 0   | 1   | 0   | 2   | -2  |                   |                  | 10 novembre 2021  |
| Grecia             | 6  | 0  | 3   | 3   | 3   | 7   | -4  |                   | 14 novembre 2021 | 12 giugno 2022    |
| Guinea             | 1  | 0  | 0   | 1   | 1   | 2   | -1  |                   |                  | 8 giugno 2021     |
| Inghilterra        | 2  | 0  | 0   | 2   | 3   | 9   | -6  |                   |                  | 17 novembre 2019  |
| Irlanda del Nord   | 2  | 1  | 0   | 1   | 4   | 4   | 0   | 9 giugno 2022     |                  | 24 settembre 2022 |
| Islanda            | 4  | 2  | 0   | 2   | 6   | 6   | 0   | 23 marzo 2025     |                  | 9 ottobre 2017    |
| Israele            | 2  | 1  | 1   | 0   | 2   | 1   | +1  | 12 novembre 2023  | 25 marzo 2023    |                   |
| Lettonia           | 1  | 1  | 0   | 0   | 4   | 3   | +1  | 13 novembre 2017  |                  |                   |
| Lituania           | 3  | 3  | 0   | 0   | 7   | 1   | +6  | 18 novembre 2024  |                  |                   |
| Macedonia del Nord | 1  | 0  | 0   | 1   | 1   | 2   | -1  |                   |                  | 8 ottobre 2020    |
| Madagascar         | 1  | 1  | 0   | 0   | 1   | 0   | +1  | 24 marzo 2018     |                  |                   |
| Malta              | 3  | 3  | 0   | 0   | 10  | 2   | +8  | 4 giugno 2021     |                  |                   |
| Moldavia           | 2  | 1  | 1   | 0   | 2   | 1   | +1  | 18 novembre 2020  | 3 settembre 2020 |                   |
| Montenegro         | 2  | 1  | 1   | 0   | 3   | 1   | +2  | 14 ottobre 2019   | 7 giugno 2019    |                   |
| Norvegia           | 1  | 0  | 0   | 1   | 0   | 3   | -3  |                   |                  | 5 giugno 2024     |
| Rep. Ceca          | 2  | 1  | 0   | 1   | 3   | 3   | 0   | 7 settembre 2019  |                  | 14 novembre 2019  |
| Romania            | 4  | 0  | 1   | 3   | 0   | 8   | -8  |                   | 16 giugno 2023   | 15 novembre 2024  |
| San Marino         | 1  | 1  | 0   | 0   | 4   | 1   | +3  | 1 giugno 2021     |                  |                   |
| Slovenia           | 2  | 0  | 0   | 2   | 1   | 3   | -2  |                   |                  | 15 novembre 2020  |
| Spagna             | 2  | 0  | 0   | 2   | 1   | 5   | -4  |                   |                  | 9 settembre 2021  |
| Svezia             | 3  | 0  | 0   | 3   | 0   | 7   | -7  |                   |                  | 9 ottobre 2021    |
| Svizzera           | 3  | 0  | 3   | 0   | 4   | 4   | 0   |                   | 18 novembre 2023 |                   |
| Turchia            | 2  | 0  | 0   | 2   | 1   | 6   | -5  |                   |                  | 11 giugno 2017    |
| Ucraina            | 2  | 0  | 0   | 2   | 0   | 5   | -5  |                   |                  | 6 ottobre 2017    |
| Ungheria           | 1  | 0  | 0   | 1   | 0   | 2   | -2  |                   |                  | 26 marzo 2024     |
| Totali             | 87 | 34 | 18  | 35  | 124 | 119 | +5  |                   |                  |                   |

* Nota: la partita viene indicata come un pareggio quando finisce ai calci di rigore.

## Statistiche partite
Dati aggiornati al 9 giugno 2025.
| Competizione            | Partite | Vittorie | Pareggi | Sconfitte | Gol fatti | Gol subiti | Diff. reti |
| ----------------------- | ------- | -------- | ------- | --------- | --------- | ---------- | ---------- |
| Amichevoli              | 24      | 14       | 4       | 6         | 47        | 27         | +20        |
| Nations League          | 26      | 14       | 4       | 8         | 45        | 25         | +20        |
| Qualificazioni Europei  | 19      | 5        | 7       | 7         | 24        | 28         | -4         |
| Qualificazioni Mondiali | 18      | 1        | 3       | 14        | 8         | 39         | -31        |
| Totali                  | 87      | 34       | 18      | 35        | 124       | 119        | +5         |